# An der Hauptwache

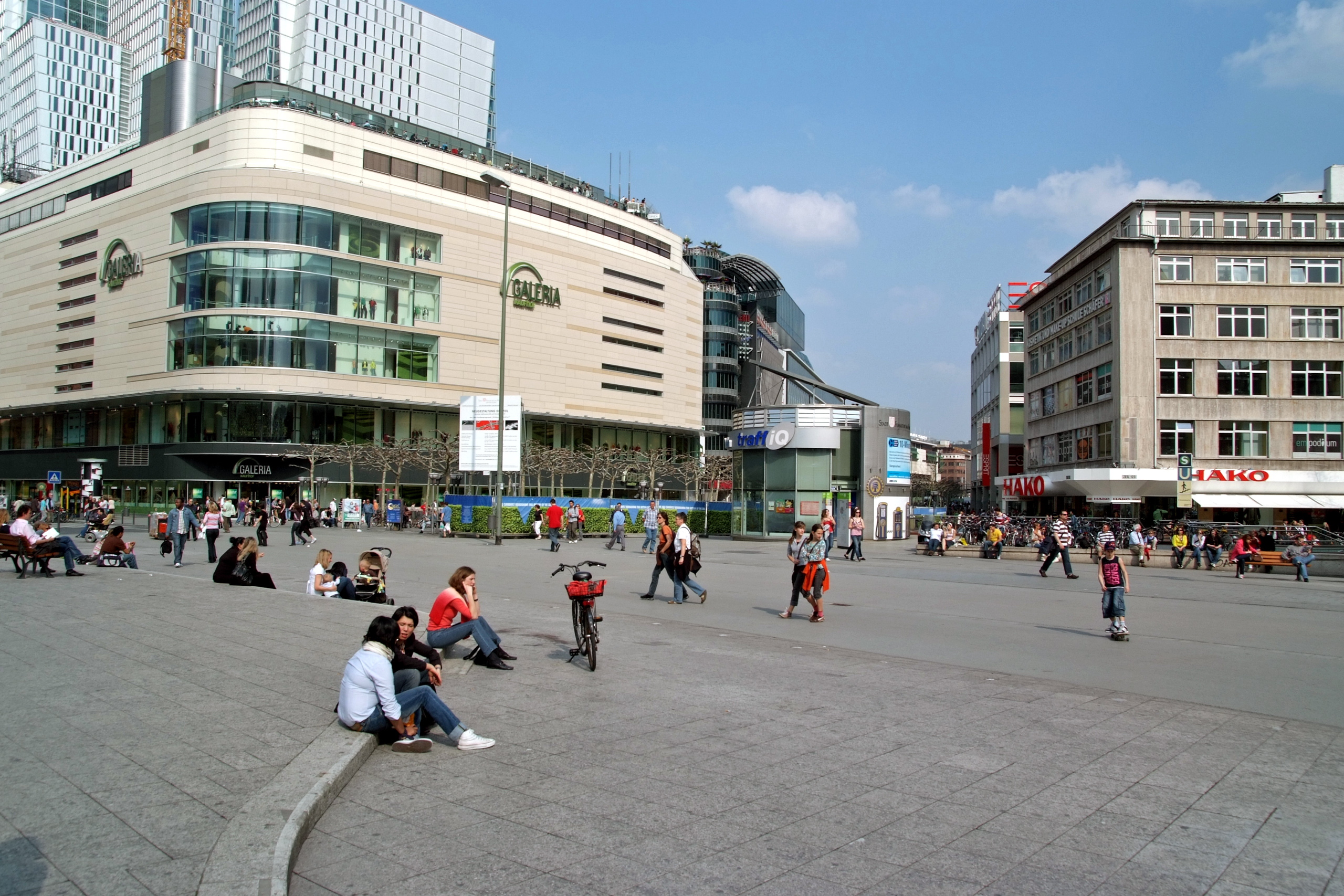
Die Zeil an der Hauptwache

An der Hauptwache, kurz Hauptwache genannt, ist das Zentrum der Innenstadt und einer der bekanntesten Plätze in Frankfurt am Main. Die eigentliche Hauptwache ist das hier befindliche barocke Wachengebäude, die Bezeichnung ging aber um 1900 auf den ganzen Platz über und verdrängte dessen früheren Namen Schillerplatz. Vor der Aufstellung des Schillerdenkmals 1864 hieß der Platz entsprechend seiner damaligen militärischen Funktion Paradeplatz.

## Einmündende Straßen

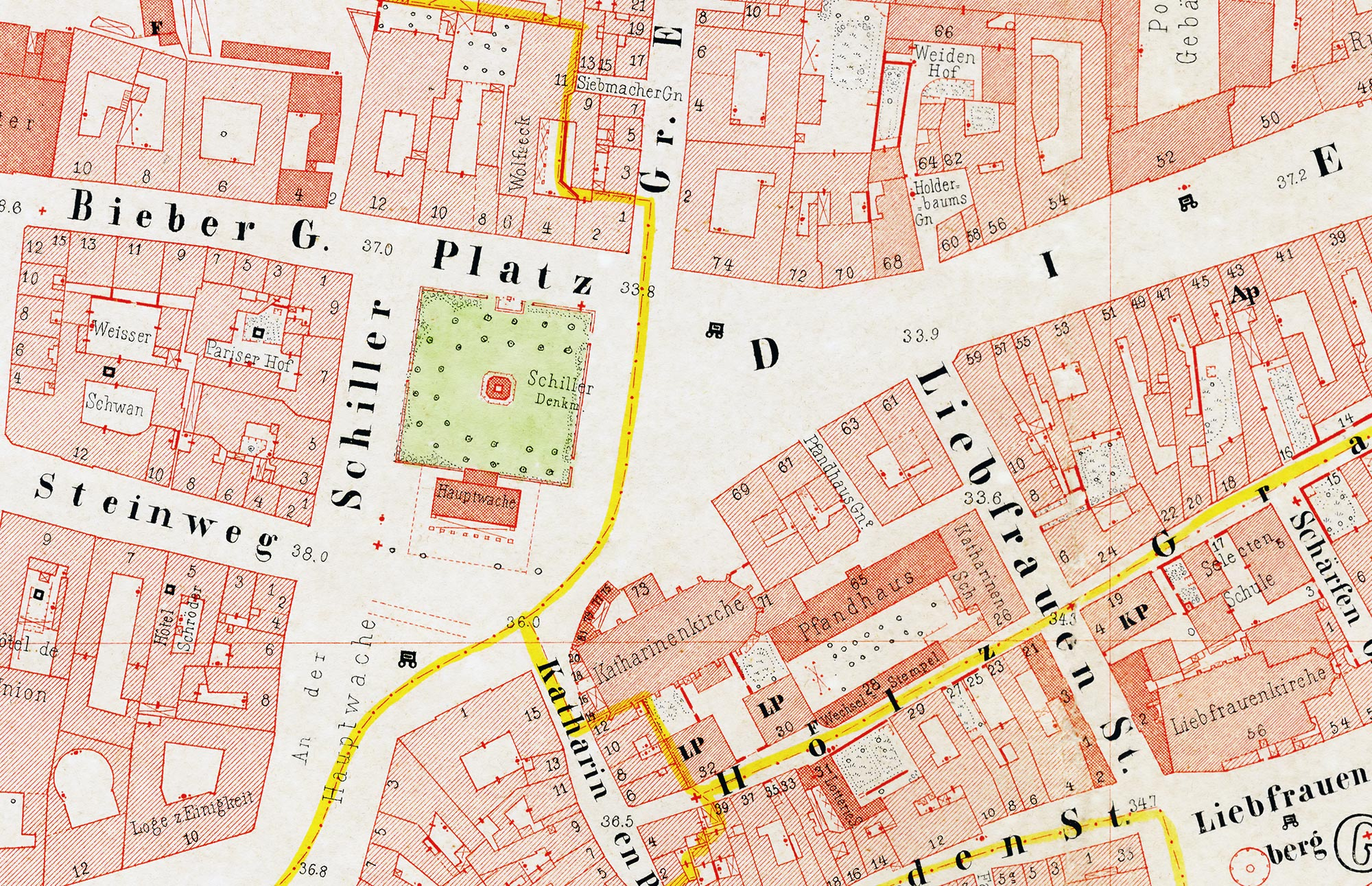
Die Hauptwache, damals Schillerplatz, 1861

In den Platz münden einige der wichtigsten Straßen der Innenstadt (im Uhrzeigersinn):
- Die Zeil, Fußgängerzone und wichtigste Einkaufsstraße der Stadt, verläuft von hier ostwärts in Richtung Konstablerwache.
- Die Liebfrauenstraße, ebenfalls Fußgängerzone, führt nach Süden zum Liebfrauenberg und weiter als Neue Kräme in die Altstadt.
- Die Katharinenpforte führt nach Süden zum Parkhaus Hauptwache und zum Kornmarkt.
- Der Roßmarkt ist selbst ein wichtiger Innenstadtplatz und geht nach Westen in die Kaiserstraße über, die zum Kaiserplatz und zum Willy-Brandt-Platz führt.
- Der Steinweg ist eine kleine, autofreie Einkaufsstraße, die in westliche Richtung zum Goetheplatz führt. Im Steinweg stand das Hotel zum Schwan, in dem 1871 der Friede von Frankfurt zwischen Deutschland und Frankreich unterzeichnet wurde.
- Die Biebergasse führt nach Westen zum Rathenauplatz und geht dort in die Freßgass über.
- Die Schillerstraße, eine Fußgängerzone, deren nördlicher Abschnitt nach Protest der Ladenbesitzer wieder für den Autoverkehr freigegeben wurde, verläuft von der Hauptwache nach Norden zum Börsenplatz.
- Die Große Eschenheimer Straße verbindet die Hauptwache mit dem Eschenheimer Tor, dem ehemaligen Stadttor im Norden der Neustadt. In dieser Straße lag das Palais Thurn und Taxis, 1815–1866 der Sitz des Deutschen Bundestages.

## Platzgestaltung
Der Platz mit einer Fläche von ungefähr 19.000 Quadratmetern wurde mehrmals umgestaltet. Seine heutige Gestalt ist durch eine große Öffnung im Boden geprägt, die von manchen Frankfurtern auch kurz das Loch genannt wird. Durch die Öffnung erschließt sich die B-Ebene, eine unterirdische Einkaufspassage unterhalb des Platzes, die außerdem als Zugang zu den unterirdischen Schnellbahnhöfen dient. Von der Passage aus besteht direkter Zugang in einige umliegende Geschäfte, unter anderem zur Lebensmittel- und Feinkostabteilung des Warenhauses Kaufhof an der Hauptwache.

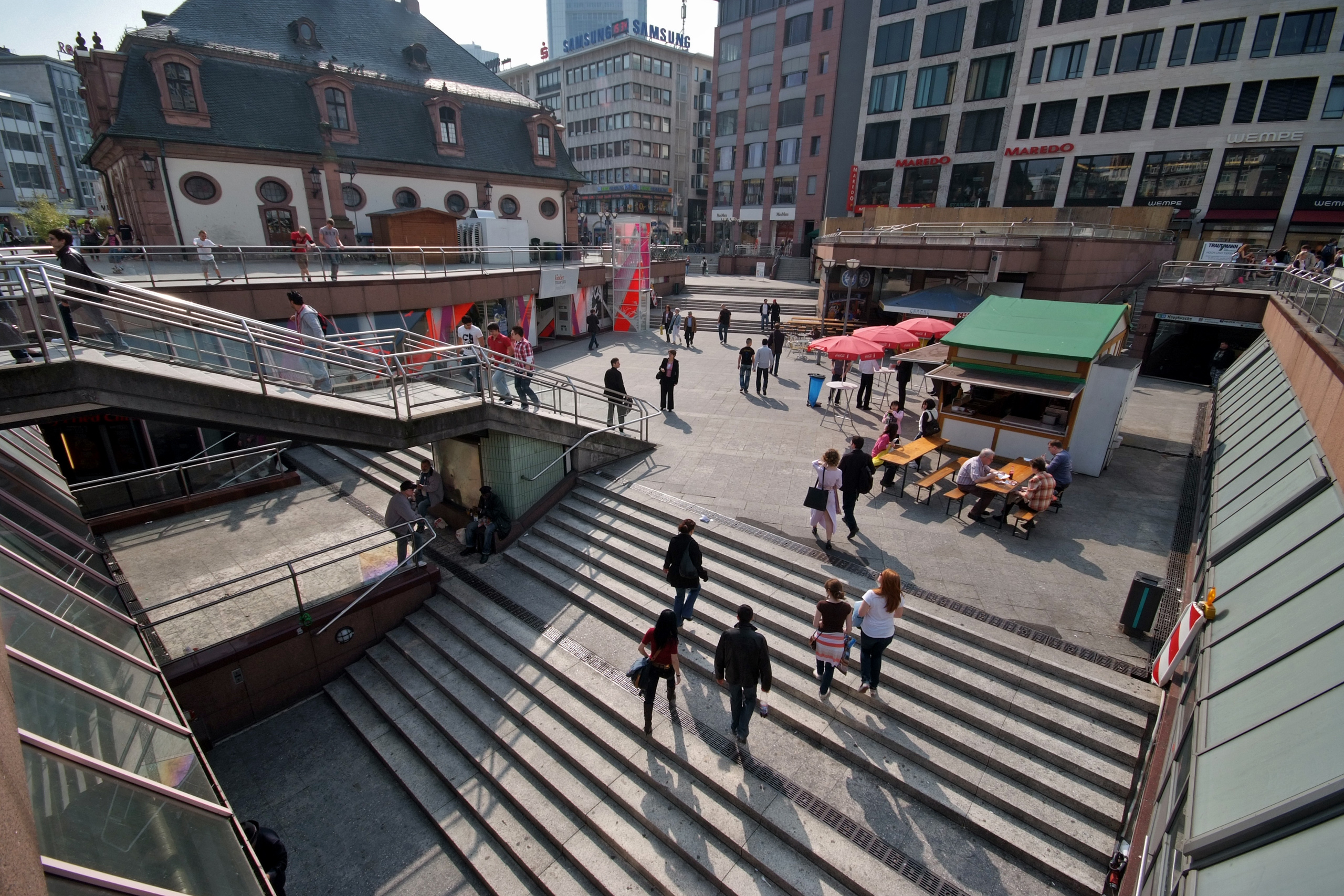
„Das Loch“ im Hauptwachenplatz

Am Platz herrschen unterschiedliche Baustile. Zum einen befindet sich in der Mitte die barocke Hauptwache, die umgebenden Gebäude sind dagegen aufgrund der Kriegsfolgen alle neuerer Architektur. Dominant sticht das Design des oberirdischen Teils der sogenannten Allianz-Passage hervor, die sich am westlichen Abschluss des Platzes befindet. Für das Gebäude werden zurzeit Entwürfe für einen Umbau entwickelt.
2009 regten Politiker und der Bürgerverein Schöneres Frankfurt eine Umgestaltung des Platzes an. Der Zugang zur B-Ebene sollte geschlossen werden und der dadurch entstehende Platz seinen Vorkriegsnamen „Schillerplatz“ zurückerhalten. Das seit 1955 am Taunustor aufgestellte Schillerdenkmal von Johannes Dielmann sollte an seinen ursprünglichen Platz zurückkehren, so wie das Goethedenkmal 2007 auf den Goetheplatz zurückgekehrt war. Die Finanzierung des Projekts ist allerdings ungeklärt.
Seit dem 19. Februar 2009 ist der komplette Platz für den Autoverkehr gesperrt. Es ist das letzte Teilstück der durchgängigen Fußgängerzone von der Konstablerwache bis zum Rathenauplatz.

## Wichtige Gebäude an der Hauptwache

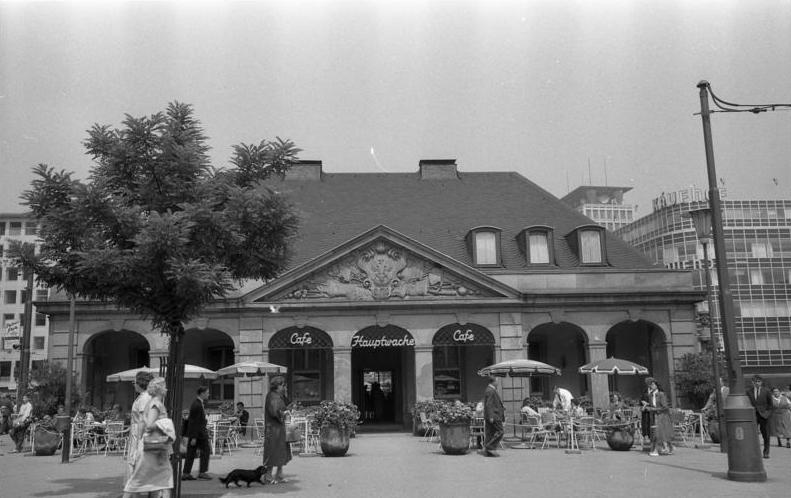
Café Hauptwache, 1958

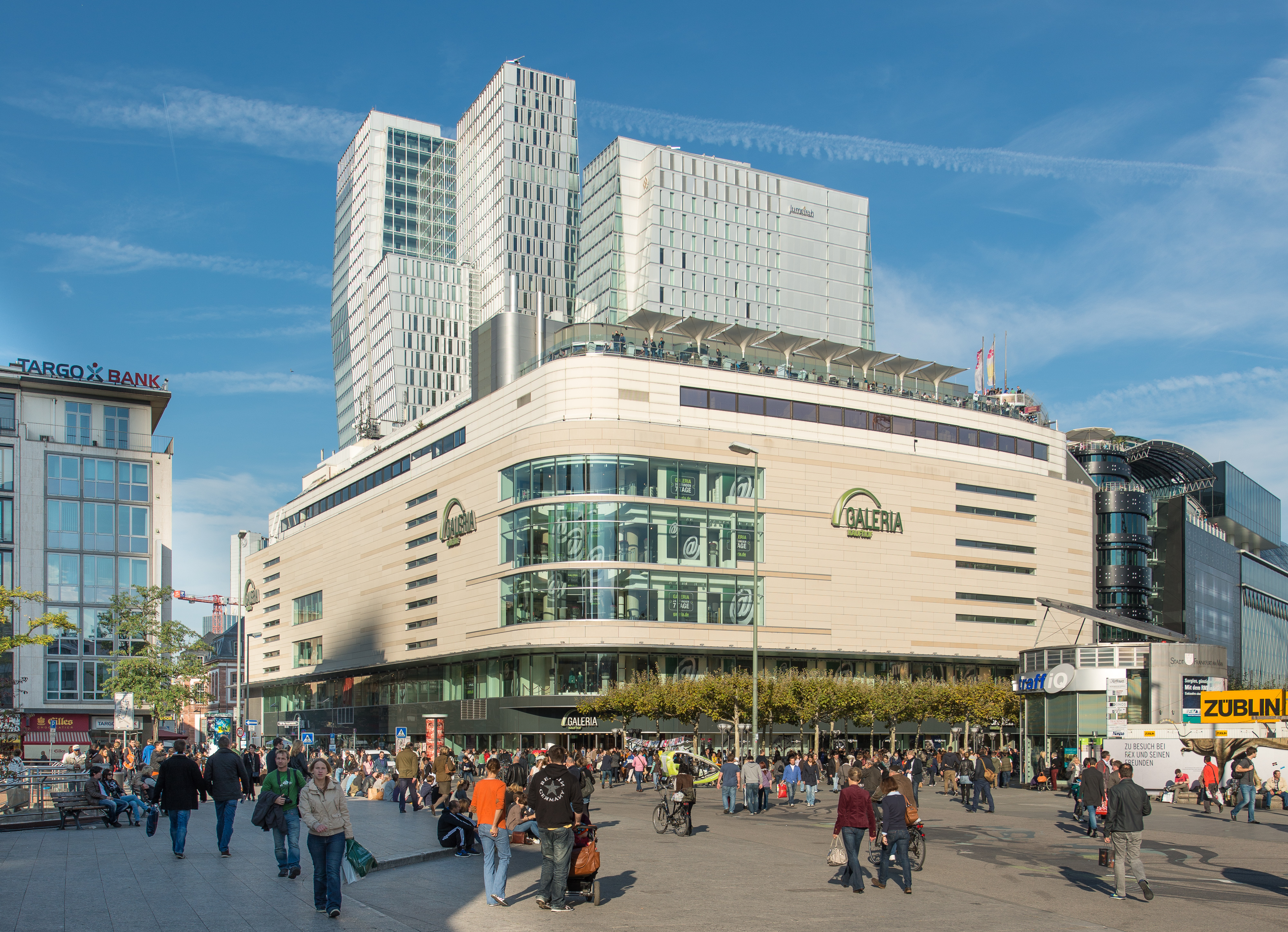
Galeria Kaufhof, Zeilgalerie und MyZeil, im Hintergrund die Neubauten des Palaisquartiers

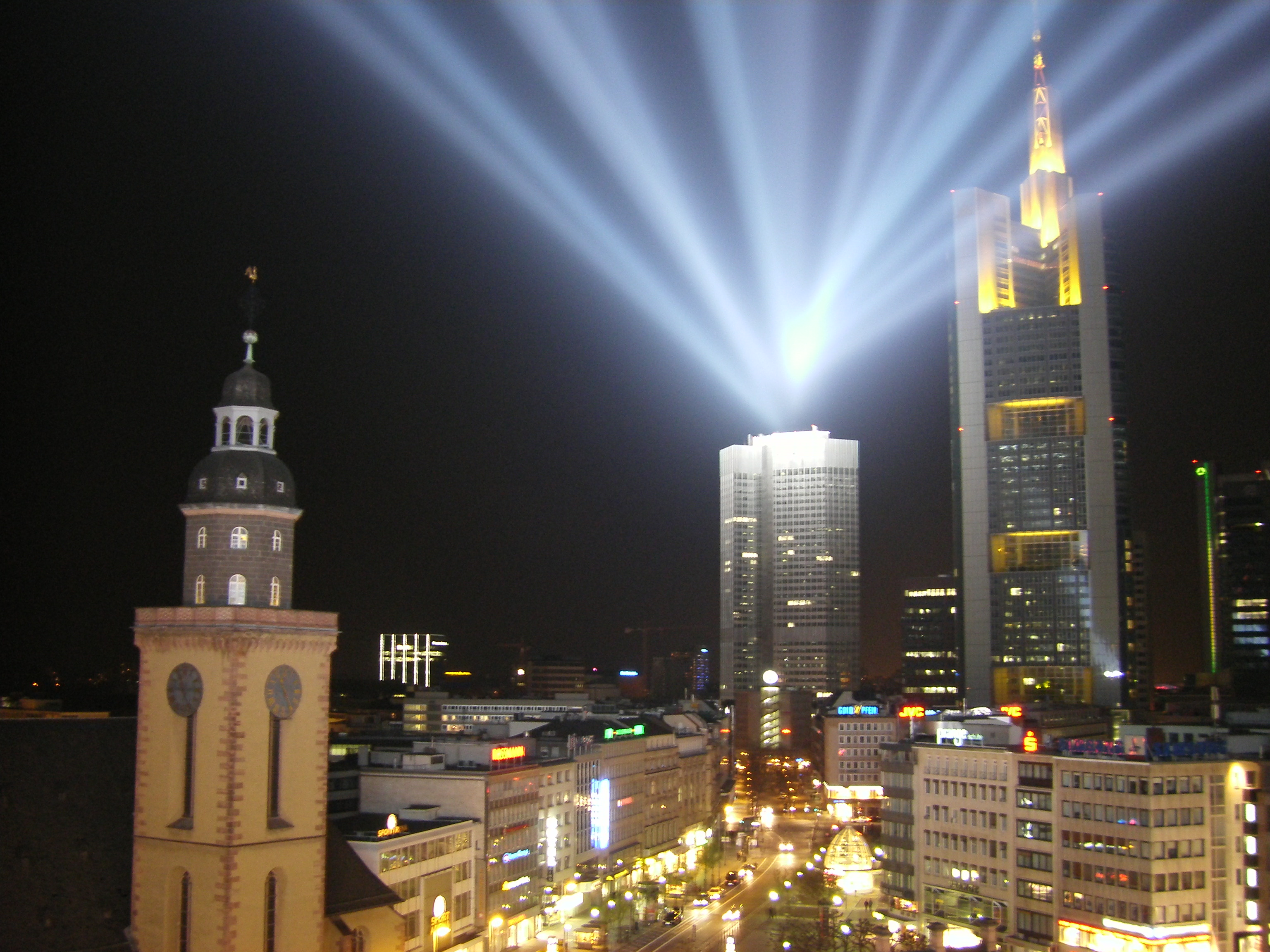
Lichtinstallationen zur Luminale 2008, Blick von der Hauptwache

Das für den ganzen Platz namengebende barocke Gebäude wurde 1729–1730 vom Stadtbaumeister Johann Jakob Samhaimer erbaut. Die Hauptwache war der Sitz der Stadtwehr und beinhaltete auch ein Gefängnis. Seit 1905 wird das Gebäude als Café benutzt. Nachdem es im Zweiten Weltkrieg ausbrannte, wurde es 1954 wieder aufgebaut und 1967 an die heutige Position verschoben.
Während das Wachengebäude selbst eher unscheinbar wirkt, ist die Katharinenkirche auf der Südseite des Platzes die städtebauliche Dominante der Umgebung. Die evangelische Hauptkirche Frankfurts wurde 1681 von Melchior Heßler in gotisierenden Formen erbaut, eine für diese Bauzeit sehr ungewöhnliche Gestaltung. Das Schiff ist eine sechsjochige Saalkirche mit hohem Walmdach, mittig vor der Nordfassade steht der markante, von einer barocken Haube gekrönte Turm. Die Kirche wurde nach der Zerstörung bei den Luftangriffen auf Frankfurt am Main am 22. März 1944 durch Theo Kellner und Wilhelm Massing bis 1954 wiederaufgebaut. Während der Außenbau originalgetreu wiedererstand, trägt das Innere den Stil der 1950er Jahre.
An der nordöstlichen Platzecke, zwischen Großer Eschenheimer Straße und Zeil, steht das Warenhaus Galeria, als Flagship Store eines der größten Häuser des Konzerns. Anstelle des kriegszerstörten Kaufhof (vormals Warenhaus Leonhard Tietz) wurde 1950 ein zunächst zweigeschossiger Neubau errichtet, der 1954/55 auf vier Geschosse samt neuer Fassade erweitert wurde. Die nächste Erweiterung geschah 1968, als die heutige weiße Fassade und der Zugang zur unterirdischen Einkaufspassage („B-Ebene“) entstanden. Im bisher letzten Umbau 2007 wurde die weiße Fassade durch eine Natursteinfassade ersetzt.
Die nördliche Platzwand bestimmt das 1956 eröffnete Alemanniahaus, das ein im Krieg zerstörtes, für seine prächtige Gründerzeitarchitektur (1892), seinen Bierkeller und das Kino Alemannia-Lichtspiele bekanntes Geschäftshaus ersetzte. Links davon befand sich das Bavariahaus und rechts das Haus Wolfseck.
Auf der Westseite des Platzes, zwischen Biebergasse und Steinweg, befand sich bis in die 1990er Jahre eine Filiale des bekannten Berliner Café Kranzler.
Auf der Südseite steht westlich der Katharinenkirche das 1956 eröffnete, ehemalige Warenhaus Kaufhalle, das 1988 aufgegeben und zu einem Kaufhof-Sportkaufhaus umgebaut wurde. Östlich der Kirche steht der 1950 errichtete Zeilpalast, ein großes Kinozentrum.

## Der Schnellbahnknoten

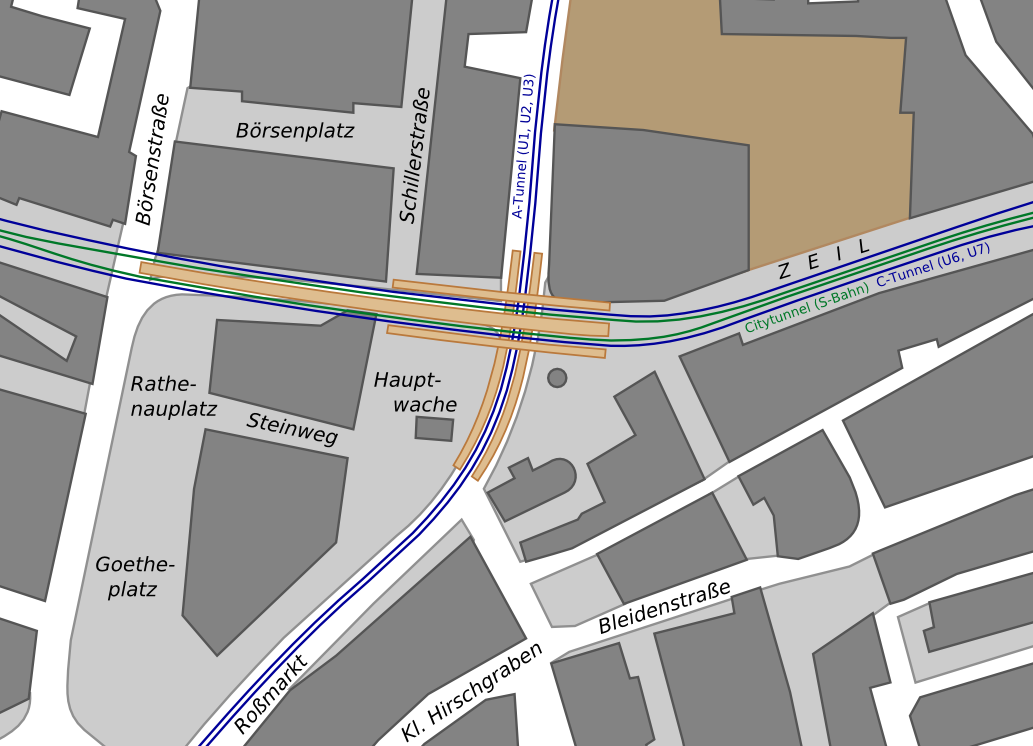
Plan des Schnellbahnknotens

Unter dem Platz befindet sich mit 181.000 Fahrgästen pro Tag einer der größten unterirdischen Schnellbahnknoten Mitteleuropas und der zweitgrößte der Stadt. Zwei U-Bahnhöfe und ein S-Bahnhof bilden den zweitwichtigsten Umsteigepunkt des innerstädtischen Verkehrsnetzes.
Die Hauptwache war früher auch der wichtigste Umsteigeknoten der städtischen Straßenbahn, Frankfurts erste Trambahnlinie (1872) begann hier. Seit 1986 gibt es an der Hauptwache keine Straßenbahnen mehr.